# Finala Cupei Africii pe Națiuni 2012
Finala Cupei Africii pe Națiuni 2012  a fost un meci de fotbal ce s-a disputat pe 12 februarie 2012 pe Stade d'Angondjé în Libreville, Gabon, pentru a determina câștigătoarea Cupei Africii pe Națiuni 2012. Finala a fost câștigată de Zambia la loviturile de departajare cu 8-7 în fața selecționatei din Coasta de Fildeș.

## Context
Aceasta a fost a treia apariție în finală pentru Zambia după cele două a pierdute în 1974 and 1994. După o victorie surprinzătoare cu Senegalul și un egal cu Libia au reușit să câștige meciul decisiv cu Guineea Ecuatorială și să își adjudice grupa. În sferturi s-au impus cu  3–0 în fața Sudanului și au produs surpriza învingând Ghana cu scorul de 1–0. Christopher Katongo și Emmanuel Mayuka sunt golgheterii echipei fiecare înscriind 3 goluri.
Coasta de Fildeș a fost, de asemenea, pentru a treia oară în finală. Ei au câștigat trofeul în 1992 și au pierdut în 2006. „Elefanții” au reușit să câștige toate meciurile de la acest turneu fără să primească un gol. Seria a început cu o victorie cu Sudanul, urmată de victorii cu Burkina Faso și Angola, ultima a fost obținută fără ajutorul unor jucători importanți. În sferturi au învins una dintre gazde, Guineea Ecuatorială, iar  în semifinală au învins Maliul cu 1–0. Didier Drogba cu 3 goluri marcate este golgheterul echipei.

## Drumul către finală
| Echipa              | M | V | E | Î | GM | GP | G  | Pct |
| ------------------- | - | - | - | - | -- | -- | -- | --- |
| Zambia              | 3 | 2 | 1 | 0 | 5  | 3  | +2 | 7   |
| Guineea Ecuatorială | 3 | 2 | 0 | 1 | 3  | 2  | +1 | 6   |
| Libia               | 3 | 1 | 1 | 1 | 4  | 4  | 0  | 4   |
| Senegal             | 3 | 0 | 0 | 3 | 3  | 6  | −3 | 0   |

| Echipa           | M | V | E | Î | GM | GP | G  | Pct |
| ---------------- | - | - | - | - | -- | -- | -- | --- |
| Coasta de Fildeș | 3 | 3 | 0 | 0 | 5  | 0  | +5 | 9   |
| Sudan            | 3 | 1 | 1 | 1 | 4  | 4  | 0  | 4   |
| Angola           | 3 | 1 | 1 | 1 | 4  | 5  | −1 | 4   |
| Burkina Faso     | 3 | 0 | 0 | 3 | 2  | 6  | −4 | 0   |

## Detaliile meciului
| Zambia                                                                                | 0 - 0 (d.p.) | Coasta de Fildeș                                                                |
| ------------------------------------------------------------------------------------- | ------------ | ------------------------------------------------------------------------------- |
|                                                                                       | Cronica      |                                                                                 |
| C. Katongo · Mayuka · Chansa · F. Katongo · Mweene · Sinkala · Lungu · Kalaba · Sunzu | 8 – 7        | Tioté · Bony · Bamba · Gradel · Drogba · Tiéné · Ya Konan · K. Touré · Gervinho |

| Zambia | Coasta de Fildeș |

| ZAMBIA:      |    |                         |     |     |
|              |    |                         |     |     |
| P            | 16 | Kennedy Mweene          |     |     |
| F            | 6  | Davies Nkausu           |     |     |
| F            | 13 | Stophira Sunzu          |     |     |
| F            | 5  | Hijani Himoonde         |     |     |
| F            | 4  | Joseph Musonda          |     | 12' |
| M            | 3  | Chisamba Lungu          |     |     |
| M            | 8  | Isaac Chansa            |     |     |
| M            | 19 | Nathan Sinkala          |     |     |
| M            | 17 | Rainford Kalaba         |     |     |
| A            | 11 | Christopher Katongo (c) |     |     |
| A            | 20 | Emmanuel Mayuka         |     |     |
| Schimbări:   |    |                         |     |     |
| F            | 23 | Nyambe Mulenga 69'      | 12' | 74' |
| M            | 10 | Felix Katongo           |     | 74' |
| Antrenor:    |    |                         |     |     |
| Hervé Renard |    |                         |     |     |

| COASTA DE FILDEȘ: |    |                    |     |     |
|                   |    |                    |     |     |
| P                 | 1  | Boubacar Barry     |     |     |
| F                 | 6  | Jean-Jacques Gosso |     |     |
| F                 | 4  | Kolo Touré         |     |     |
| F                 | 22 | Sol Bamba          | 66' |     |
| F                 | 17 | Siaka Tiéné        |     |     |
| M                 | 5  | Didier Zokora      |     | 75' |
| M                 | 19 | Yaya Touré         |     | 87' |
| M                 | 9  | Cheick Tioté       | 63' |     |
| A                 | 10 | Gervinho           |     |     |
| A                 | 8  | Salomon Kalou      |     | 63' |
| A                 | 11 | Didier Drogba (c)  |     | 70' |
| Schimbări:        |    |                    |     |     |
| M                 | 15 | Max Gradel         |     | 63' |
| M                 | 13 | Didier Ya Konan    |     | 75' |
| A                 | 12 | Wilfried Bony      |     | 87' |
| Antrenor:         |    |                    |     |     |
| François Zahoui   |    |                    |     |     |

Arbitrii asistenți:
Bechir Hassani (Tunisia)

Evarist Menkouande (Camerun)

Arbitrul de rezervă:
Eddy Maillet (Seychelles)